# Carlos David Ruiz
Carlos David Ruiz (Capital Federal, Provincia de Buenos Aires, Argentina, 10 de noviembre de 1971) más conocido como "El Moncho", es un exfutbolista argentino. Jugó de defensor y su único club fue Arsenal de Sarandí, equipo del que actualmente es entrenador.

## Trayectoria

### Futbolista
Surgido de las divisiones inferiores de Racing Club. Debutó en ese club en 1992. En 1993 pasó a Arsenal de Sarandí. Con este equipo logró el ascenso a primera división en el [2002]Convirtiéndose también, más tarde en el jugador con más partidos jugados en el equipo del viaducto. También integró el equipo que consiguió la Copa Sudamericana en el 2007. Se retiró en el club de Sarandí a principios de 2008.

## Clubes

### Como jugador
| Club               | País      | Año       |
| ------------------ | --------- | --------- |
| Arsenal de Sarandí | Argentina | 1993-2008 |

### Como entrenador
| Club               | País      | Año           |
| ------------------ | --------- | ------------- |
| Arsenal de Sarandí | Argentina | 2010          |
| Arsenal de Sarandí | Argentina | 2023          |
| Tristán Suárez     | Argentina | 2023          |
| Comunicaciones     | Argentina | 2024-presente |

## Estadísticas como entrenador
| Equipo                       | Div.  | Temporada     | Liga  | Liga | Liga | Liga | Liga |       | Copa | Copa | Copa | Copa  |   | Internacional | Internacional | Internacional | Internacional | Internacional |   | Otros | Otros | Otros | Otros |    | Totales | Totales     | Totales | Totales | Totales | Totales | Totales | Totales | Totales |
| Equipo                       | Div.  | Temporada     | Part. | G    | E    | P    | Pos. | Part. | G    | E    | P    | Part. | G | E             | P             | Pos.          | Part.         | G             | E | P     | Part. | G     | E     | P  | Puntos  | Rendimiento | GF      | GC      | Dif.    |         |         |         |         |
| ---------------------------- | ----- | ------------- | ----- | ---- | ---- | ---- | ---- | ----- | ---- | ---- | ---- | ----- | - | ------------- | ------------- | ------------- | ------------- | ------------- | - | ----- | ----- | ----- | ----- | -- | ------- | ----------- | ------- | ------- | ------- | ------- | ------- | ------- | ------- |
| Arsenal de Sarandí Argentina | 1.ª   | 2023          | 15    | 3    | 2    | 10   | Inc. | 1     | 0    | 1    | 0    | -     | - | -             | -             | -             | -             | -             | - | -     | 16    | 3     | 3     | 10 | 12/48   | 25%         | 13      | 24      | -11     |         |         |         |         |
| Arsenal de Sarandí Argentina | Total | Total         | 15    | 3    | 2    | 10   | -    | 1     | 0    | 1    | 0    | -     | - | -             | -             | -             | -             | -             | - | -     | 16    | 3     | 3     | 10 | 12/48   | 25%         | 13      | 24      | -11     |         |         |         |         |
| Tristán Suárez Argentina     | 2.ª   | 2023          | 11    | 4    | 4    | 3    | 17.º |       | 0    | 0    | 0    | 0     |   | -             | -             | -             | -             | -             |   | -     | -     | -     | -     |    | 11      | 4           | 4       | 3       | 16/33   | 48.48%  | 13      | 11      | +2      |
| Tristán Suárez Argentina     | Total | Total         | 11    | 4    | 4    | 3    | -    |       | 0    | 0    | 0    | 0     |   | -             | -             | -             | -             | -             |   | -     | -     | -     | -     |    | 11      | 4           | 4       | 3       | 16/33   | 48.48%  | 13      | 11      | +2      |
| Comunicaciones Argentina     | 3.ª   | Apertura 2024 | 11    | 3    | 2    | 6    | 11.º |       | 0    | 0    | 0    | 0     |   | -             | -             | -             | -             | -             |   | -     | -     | -     | -     |    | 11      | 3           | 2       | 6       | 11/33   | 33.33%  | 12      | 13      | -1      |
| Comunicaciones Argentina     | 3.ª   | Clausura 2024 | 1     | 0    | 0    | 1    | Inc. |       | 0    | 0    | 0    | 0     |   | -             | -             | -             | -             | -             |   | -     | -     | -     | -     |    | 1       | 0           | 0       | 1       | 0/3     | 0%      | 1       | 3       | -2      |
| Comunicaciones Argentina     | Total | Total         | 12    | 3    | 2    | 7    | -    |       | 0    | 0    | 0    | 0     |   | -             | -             | -             | -             | -             |   | -     | -     | -     | -     |    | 12      | 3           | 2       | 7       | 11/36   | 30.56%  | 13      | 16      | -3      |
| Total                        | Total | Total         | 38    | 10   | 8    | 20   | -    |       | 1    | 0    | 1    | 0     |   | -             | -             | -             | -             | -             |   | -     | -     | -     | -     |    | 39      | 10          | 9       | 20      | 39/117  | 33.33%  | 38      | 50      | -12     |
| 1.                           |       |               |       |      |      |      |      |       |      |      |      |       |   |               |               |               |               |               |   |       |       |       |       |    |         |             |         |         |         |         |         |         |         |

## Palmarés

### Como jugador

#### Copas internacionales
| Título            | Club               | País      | Año  |
| ----------------- | ------------------ | --------- | ---- |
| Copa Sudamericana | Arsenal de Sarandí | Argentina | 2007 |